# Astronomy Picture of the Day

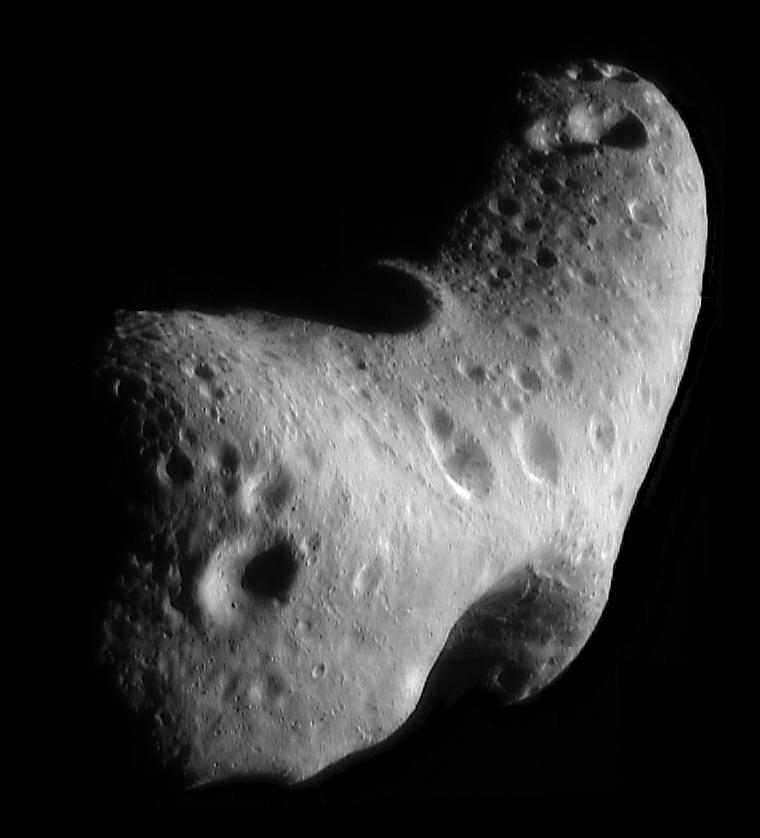
Знімок астероїда 433 Ерос, зроблений із космічного апарата NEAR Shoemaker, був астрономічним зображенням дня (Astronomy Picture of the Day) 7 червня 2009 р.

Astronomy Picture of the Day (APOD, укр. Астрономічне зображення дня) — вебсайт, яким опікуються NASA та Мічиганський технологічний університет (MTU). Згідно з інформацією на вебсайті, на ньому «Кожного дня подається нове зображення або фотознімок якоїсь ділянки Всесвіту, а також коротке пояснення до нього, написане астрономом-професіоналом.» Фотознімок не обов'язково демонструє космічну подію, що сталася в той же день, коли його розмістили на сайті. Крім того, зображення іноді повторюються. Однак зображення та їх описи досить часто стосуються поточних подій в астрономії та дослідженнях космічного простору. Текст містить декілька гіперпосилань на більшу кількість зображень та різних вебсайтів, на яких можна отримати додаткову інформацію. Ці зображення є або фотографіями видимого спектра, або знімками, виконаними у невидимих довжинах світлових хвиль та відображені у фальшивих кольорах. Також це можуть бути відеокліпи, анімації або художні ілюстрації на космічну тематику. Усі минулі зображення зберігаються в архіві APOD, починаючи з першого зображення, яке з'явилося на сайті 16 червня 1995 року. Ця ініціатива отримала підтримку від NASA, Національного наукового фонду та MTU. Авторами зображень та фотознімків, які розміщуються на сайті, іноді є люди чи організації, що не мають прямого стосунку до NASA, а тому досить часто знімки APOD є захищеними авторським правом, на відміну від інших подібних галерей зображень NASA.
У перший день сайт APOD переглянули 14 разів. Станом на 2012 рік зображення сайту переглянули близько 1 мільярда разів, тоді його перекладали 21 мовою.
У 1996 році сайт APOD презентували на зустрічі Американського астрономічного товариства. Його методи використання гіпертексту були проаналізовані в окремій статті 2000 року. 2001 року сайту була присуджена нагорода Sci/Tech Web Award від науково-популярного журналу Scientific American. У 2002 році вебсайт був темою інтерв'ю із Робертом Неміроффом на каналі CNN у програмі «Недільні ранкові новини» (Saturday Morning News). 2003 року два автори опублікували книгу під назвою The Universe: 365 Days («Всесвіт: 365 днів»), видавцем якої виступив Гаррі Абрамс; ця книга є колекцією найкращих зображень, що з'являлися на сайті APOD, має тверду палітурку та великий розмір. 2004 року APOD став вибраною колекцією листопадового видання журналу D-Lib Magazine.
Під час призупинення роботи уряду США в жовтні 2013 року APOD продовжував працювати на своїх дзеркалах.

## Галерея APOD
|                           |
| Кратер Баррінгер на Землі |

|                                              |
| Великий і прекрасний Сатурн (25 грудня 2004) |